# Cantone di Sompuis
Il Cantone di Sompuis era una divisione amministrativa dell'arrondissement di Vitry-le-François.
È stato soppresso a seguito della riforma complessiva dei cantoni del 2014, che è entrata in vigore con le elezioni dipartimentali del 2015.
Comprendeva i comuni di:
- Bréban
- Chapelaine
- Coole
- Corbeil
- Dommartin-Lettrée
- Humbauville
- Le Meix-Tiercelin
- Saint-Ouen-Domprot
- Saint-Utin
- Sommesous
- Sompuis
- Somsois
- Soudé